# Комітет з економічних реформ
Комітет з економічних реформ — консультативно-дорадчий орган при Президентові України, утворений 26 лютого 2010 року «з метою впровадження системних економічних реформ, що спрямовані на вихід із фінансової та економічної кризи, забезпечення сталого економічного розвитку України як передумови зростання добробуту її населення, відповідно до пункту 28 частини першої статті 106 Конституції України» згідно з Указом Президента України № 273/2010 «Про утворення Комітету з економічних реформ».
Відповідно до Указу Президента України від 21 грудня 2010 року N 1154/2010 «Про заходи щодо забезпечення ефективності реалізації Програми економічних реформ на 2010-2014 роки "Заможне суспільство, конкурентоспроможна економіка, ефективна держава"» положення про Комітет з економічних реформ було викладене в новій редакції.

## Основні завдання
Основними завданнями комітету є:
- опрацювання з урахуванням нинішньої соціально-економічної ситуації в Україні та на основі найкращого світового досвіду загальнодержавної стратегії економічних реформ, спрямованих на впровадження передвиборчої програми «Україна — для людей»;
- визначення напрямів, пріоритетів, механізмів здійснення необхідних економічних реформ та підготовка відповідних законопроєктів для внесення Президентом України на розгляд Верховної Ради України;
- забезпечення проведення громадських обговорень загальнодержавної стратегії економічних реформ і механізмів її впровадження з метою досягнення суспільного консенсусу;
- здійснення постійного моніторингу ефективності реалізації загальнодержавної стратегії економічних реформ і підготовка пропозицій щодо необхідного її коригування.

## Повноваженнята діяльність
Комітет відповідно до покладених на нього основних завдань:
- організовує узагальнення пропозицій щодо програми економічних реформ, зокрема, для забезпечення прискореного подолання бідності та підвищення якості життя громадян України;
- готує законопроєкти щодо визначення напрямів, пріоритетів, механізмів здійснення економічних реформ для внесення їх Президентом України на розгляд Верховної Ради України, забезпечує підготовку проєктів актів Президента України з відповідних питань;
- готує висновки щодо законопроєктів, проєктів інших нормативно-правових актів з економічних питань;
- забезпечує здійснення моніторингу за станом виконання актів Президента України з економічних питань;
- аналізує стан виконання законодавства щодо впровадження програми економічних реформ, готує пропозиції щодо його вдосконалення;
- бере участь у підготовці послань Президента України до народу, щорічних і позачергових послань Президента України до Верховної Ради України про внутрішнє і зовнішнє становище України;
- організовує вивчення громадської думки щодо питань, які розглядаються комітетом, забезпечує висвітлення у засобах масової інформації результатів роботи комітету;
- виконує інші функції відповідно до актів Президента України.

Комітет має право:
- запитувати та одержувати в установленому порядку від державних органів, органів місцевого самоврядування, підприємств, установ, організацій, громадських об'єднань інформацію, матеріали і документи, необхідні для виконання покладених на нього завдань;
- залучати в установленому порядку до участі в роботі комітету як радників посадових осіб органів державної влади, місцевого самоврядування, працівників підприємств, установ і організацій, провідних вітчизняних та іноземних учених і фахівців, у тому числі експертів міжнародних фінансових організацій, представників громадських об'єднань;
- створювати тимчасові робочі групи для підготовки пропозицій з окремих питань діяльності комітету та залучати в установленому порядку до роботи в таких групах на паритетній основі Народних депутатів України, представників органів виконавчої влади, місцевого самоврядування, провідних вітчизняних та іноземних учених, фахівців, у тому числі експертів міжнародних організацій, консалтингових та аудиторських компаній, представників громадських об'єднань;
- запрошувати на свої засідання представників державних органів, органів місцевого самоврядування, голів регіональних комітетів з економічних реформ, представників підприємств, установ, організацій, а також громадських об'єднань, залучати запрошених осіб до обговорення відповідних питань;
- ініціювати проведення громадського обговорення проєктів законів, актів Президента України, підготовлених на впровадження програми економічних реформ;
- організовувати та проводити конференції, круглі столи, дискусії, наради з питань, віднесених до його компетенції.

Комітет діє у складі Голови, виконавчого секретаря й інших членів. Головою Комітету є Президент України. Персональний склад комітету має затверджуватися Президентом України за поданням виконавчого секретаря. В разі потреби виконавчий секретар вносить Голові комітету пропозиції щодо зміни персонального складу. Голова комітету, виконавчий секретар, інші члени беруть участь у роботі комітету на громадських засадах.
Голова комітету здійснює загальне керівництво діяльністю, визначає порядок роботи та головує на засіданнях.
Виконавчий секретар Комітету:
- скликає за дорученням Голови засідання комітету, в разі відсутності Голови комітету головує на засіданнях;
- забезпечує організацію діяльності комітету, підготовку планів роботи, питань порядку денного засідань з урахуванням пропозицій членів комітету, регіональних комітетів з економічних реформ, державних органів, органів місцевого самоврядування, підприємств, установ, організацій, громадських об'єднань;
- затверджує за дорученням Голови комітету плани діяльності тимчасових робочих груп, визначає їх голів, затверджує за поданням голів тимчасових робочих груп персональний склад та склад радників таких груп, координує роботу тимчасових робочих груп;
- здійснює моніторинг реалізації рішень комітету;
- регулярно інформує Президента України про хід реалізації рішень комітету;
- представляє комітет у взаємодії з державними органами, органами місцевого самоврядування, підприємствами, установами, організаціями, об'єднаннями громадян;
- виконує за дорученням Голови комітету інші завдання.

Основною організаційною формою роботи комітету є засідання, що є правомочним, якщо на ньому присутні більше половини від його складу. Також вони є відкритими і гласними. Відкритість засідань забезпечується шляхом створення умов для присутності на них представників засобів масової інформації, гласність — шляхом розміщення інформації про діяльність комітету, підготовлені ним матеріали на офіційному Інтернет-представництві Президента України.
Планується проводити засідання комітету не рідше одного разу на місяць.
Рішення комітету приймаються більшістю голосів присутніх на засіданні членів. За результатами засідання оформляється протокол, який підписує виконавчий секретар комітету. Рішення комітету в разі необхідності реалізуються шляхом видання в установленому порядку актів Президента України, внесення Президентом України на розгляд Верховної Ради України відповідних законопроєктів.
Організаційно-технічне забезпечення діяльності комітету здійснюється Адміністрацією Президента України, Державним управлінням справами.

## Історія
Згідно з Указом Президента України від 26 лютого 2010 року № 273/2010 «Про утворення Комітету з економічних реформ» виконавчим секретарем комітету призначено Ірину Акімову — І заступника Глави Адміністрації Президента України. Вона мала в двотижневий строк подати Президентові проєкт Положення про комітет і пропозиції щодо його персонального складу:
|  | …передбачивши входження в установленому порядку до його складу керівників відповідних державних органів, представників профільних комітетів Верховної Ради України, провідних вітчизняних та іноземних фахівців, у тому числі експертів міжнародних організацій, консалтингових та аудиторських компаній |

Згідно з Указом Президента України № 274/2010 від 26 лютого 2010 року «Про невідкладні заходи з подолання бідності» комітет має:
- проаналізувати із залученням провідних учених і фахівців стан бідності в Україні та внести пропозиції щодо підвищення ефективності державної політики, шляхів прискорення розв'язання проблем у цій сфері;
- розробити та внести пропозиції щодо концептуальних положень законів України, актів Президента України, інших актів законодавства, які необхідно ухвалити для забезпечення прискореного подолання та попередження бідності в державі.

Згідно з Указом Президента України № 355/2010 від 17 березня 2010 року «Питання Комітету з економічних реформ» були затверджені Положення про комітет і його персональний склад. До останнього ввійшли:
- Янукович Віктор Федорович,  Голова Комітету;
- Азаров Микола Янович, Прем'єр-міністр України;
- Акімова Ірина Михайлівна, Перший заступник Глави Адміністрації Президента України, виконавчий секретар Комітету;
- Геєць Валерій Михайлович, директор державної установи «Інститут економіки та прогнозування» НАН України (за згодою);
- Герман Ганна Миколаївна, заступник Глави Адміністрації Президента України;
- Гладкий Валерій Олександрович, генеральний директор аналітичного центру «Бюро економічних і соціальних технологій» (за згодою);
- Грищенко Костянтин Іванович, Міністр закордонних справ України;
- Деркач Микола Іванович, Голова Комітету Верховної Ради України з питань бюджету (за згодою);
- Єрмолаєв Андрій Васильович, директор Національного інституту стратегічних досліджень;
- Клюєв Андрій Петрович, Перший віце-прем'єр-міністр України;
- Колесніков Борис Вікторович, Віце-прем'єр-міністр України;
- Лавринович Олександр Володимирович, Міністр юстиції України;
- Леонов Дмитро Анатолійович, ректор Українського інституту розвитку фондового ринку Київського національного економічного університету ім. В. Гетьмана (за згодою);
- Лібанова Елла Марленівна, академік-секретар відділення економіки НАН України, директор Інституту демографії та соціальних досліджень ім. М. В. Птухи НАН України (за згодою);
- Лукаш Олена Леонідівна, Перший заступник Глави Адміністрації Президента України — Представник Президента України у Конституційному Суді України;
- Льовочкін Сергій Володимирович, Глава Адміністрації Президента України;
- Мітюков Ігор Олександрович, директор товариства з обмеженою відповідальністю «Морган Стенлі Україна» (за згодою);
- Павленко Анатолій Федорович, ректор Київського національного економічного університету ім. В.Гетьмана, доктор економічних наук, професор (за згодою);
- Семиноженко Володимир Петрович, Віце-прем'єр-міністр України;
- Слаута Віктор Андрійович, Віце-прем'єр-міністр України;
- Стельмах Володимир Семенович, Голова Національного банку України (за згодою);
- Тихонов Віктор Миколайович, Віце-прем'єр-міністр України;
- Тігіпко Сергій Леонідович, Віце-прем'єр-міністр України;
- Ткаченко Олександр Миколайович, Голова Комітету Верховної Ради України з питань економічної політики (за згодою);
- Толстоухов Анатолій Володимирович, Міністр Кабінету Міністрів України.

Перше засідання комітету мало відбутися 19 березня 2010 року, але відбулося 22 березня.